# 暗黑企業的迷宮
《暗黑企業的迷宮》是由安村洋平所創作的日本漫畫，由2018年4月26日起於網上漫畫平台MAGCOMI連載至今。改編電視動畫於2021年7月至9月播映。

## 登場人物
二之宮錦司（聲：小西克幸）
本作的主角。討厭工作，還有著看不起勞動者的惡劣性格。在原本的世界為了當個安逸的尼特族，而透過買賣股票與投資海外不動產獲得了大量資產與豪華公寓。突然被召喚到公元5058年後因為不懂當地的語言和社會規則而欠下大筆債務，不得不在當地當起礦工還債。
出身於名門二之宮家，是二之宮家的當家與元配所生的嫡長子。卻在小時候與母親被父親趕出家門，為了向把自己和母親逐出家門的父親復仇，在行事上變得不擇手段。十分厭惡同父異母的妹妹二之宮美琴，並對她是自己妹妹一事引以為恥。在美琴發佈毀滅世界的宣言後，與基諾註冊結婚成為夫婦。
莉姆（聲：久野美咲）
本作的女主角。外表是人畜無害的少女，真實面目是巨大且凶暴的魔物。對二之宮進行協助，換取美味的食物。
瓦尼貝（鱷唄）（聲：下野紘）
蜥蜴人。初期與錦司共同當礦工的夥伴。被二之宮的花言巧語所欺騙卷進了這一系列的事件，超級平庸的爬蟲型亞人。性格懦弱認真負責，經常被人使喚，是典型的社畜。深陷錦司所下的棋局之中，兩人關係很好。因為是鄉下出身，所以對野草很瞭解。
基諾·希亞（席雅、希婭）（聲：戶田惠）
作為「勇者」的女社員。能為公司貢獻巨大利益的精英員工，超高戰鬥力與滿溢的工作欲，究極的社畜。雖然謙虛謹慎，但過於忠誠，給人一種壓得喘不過氣的愛企精神。座右銘是“我愛工作，工作使我快樂”。在美琴發佈毀滅世界的宣言後，與錦司註冊結婚成為夫婦。
蘭加（嵐嘉）（聲：M·A·O）
偽娘。貝魯莎的後代。由於在當時蘭加是剩餘人類中唯一擁有魔力的人，因此逼於無奈被錦司當作救世主的巫女。性格開朗長相可愛，對自己很可愛這件事有着很強的自信。
魔王（天空）（聲：富田美憂）
在未來世界擔任魔王一職。後在二之宮回到過去時，成為他們的同伴。本來害怕莉姆，後來在生病時得到莉姆的照顧，兩人關係變得親密。從莉姆得到“天空”的暱稱。
貝魯莎（聲：佐藤聰美）
萊扎哈礦業的女幹部。考慮問題會把企業利益放在首位，以“顧客開心”和“工作價值”為誘餌，任意壓榨剝削勞動者的黑心上司。一個完全體現了萊扎哈礦業本質的存在，將錦司的反抗心視為大問題。原本是貴族的私生女。
哥布林上司（聲：高木涉）
採掘部班長。
豬教官（聲：山崎巧）
社員培訓教官。
迷宮螞蟻女王（聲：井上喜久子）
帶領迷宮蟻群的女王。
迷宮螞蟻A（聲：松岡禎丞）
迷宮蟻群的一隻，名為“迷宮螞蟻A”。當初為了改善工作環境，與其他螞蟻工人一同發動政變。未來三百年後，成長並晉升為蟻群的“螞蟻副將軍”，魔王軍副參謀長，作為魔王軍一員在“螞蟻農場”工作。能夠說一口流利的人類語言。
二之宮美琴
錦司同父異母的妹妹，是錦司的父親外遇所生的女兒。行事為人毫無道德底線和邏輯可言。最初在錦司的回憶中出場。在錦司與他的母親被父親趕出家門後，正式入主二之宮家，其後更把父親變成廢人。在異世界化名為姬野美琴。目的是毀滅世界。為了避免錦司妨礙自己毀滅世界而偽造錦司的死亡證明。
艾吉斯
「管理者」的成員，馬基納的上司。也是把錦司召喚到3000年後的世界的元兇。原定的人選是美琴，卻由於系統出錯把身為美琴同父異母的哥哥錦司傳送到3000年後的世界。

## 出版書籍
| 卷數 | Mag Garden     | Mag Garden             | 東立出版社     | 東立出版社             |
| 卷數 | 發售日期       | ISBN                   | 發售日期       | ISBN                   |
| ---- | -------------- | ---------------------- | -------------- | ---------------------- |
| 1    | 2017年5月10日  | ISBN 978-480-000683-7  | 2018年4月27日  | ISBN 978-957-26-0723-7 |
| 2    | 2017年12月9日  | ISBN 978-480-000736-0  | 2020年10月26日 | ISBN 978-957-26-0724-4 |
| 3    | 2018年8月10日  | ISBN 978-480-000791-9  | 2020年12月11日 | ISBN 978-957-26-2607-8 |
| 4    | 2019年5月10日  | ISBN 978-480-000855-8  |                |                        |
| 5    | 2019年11月9日  | ISBN 978-480-000910-4  |                |                        |
| 6    | 2020年7月10日  | ISBN 978-480-000992-0  |                |                        |
| 7    | 2021年7月9日   | ISBN 978-480-001110-7  |                |                        |
| 8    | 2021年11月10日 | ISBN 978-480-001144-2  |                |                        |
| 9    | 2022年7月8日   | ISBN 978-4-8000-1229-6 |                |                        |
| 10   | 2023年3月10日  | ISBN 978-4-8000-13071  |                |                        |
| 11   | 2023年11月9日  | ISBN 978-4-8000-1389-7 |                |                        |
| 12   | 2024年9月10日  | ISBN 978-4-8000-1493-1 |                |                        |
| 13   | 2025年5月10日  | ISBN 978-4-8000-1594-5 |                |                        |

## 電視動畫
2020年7月1日，宣布將會改編為電視動畫的消息。2021年1月29日，公開預告視覺圖、製作人員以及3名角色的聲優陣容。3月26日，公開第1張主視覺圖和第1條宣傳影片，並再公佈2名角色的聲優。

### 製作人員
- 原作：安村洋平（Mag Garden「月刊comic garden」「MAGCOMI」連載）
- 導演：湊未來
- 系列構成：赤尾凸
- 副導演：伊部勇志
- 人物設定：澤入祐樹
- 副人物設定：、由佐萬織
- 道具設計：青木慎平
- 美術監督：込山明日香（cosmo project）
- 美術監督助理：大久保聰（cosmo project）
- 色彩設計：平間夏美
- 攝影監督：佐藤敦（shamrock工作室）
- 3D監督：遠藤誠（Tri-Slash）
- 編輯：坪根健太郎（REAL-T）
- 音響監督：神南studio
- 音樂：TAKU INOUE
- 音樂製作：TOY'S FACTORY
- 動畫製作：SILVER LINK.

### 主題曲
片頭曲

作詞、作曲：竹縄航太，編曲：渡邊拓也、HOWL BE QUIET，歌：HOWL BE QUIET
片尾曲

作詞：ムツムロアキラ，作曲、編曲、歌：ハンブレッダーズ

### 各話列表
| 話數 | 標題                                              | 中文標題           | 劇本     | 分鏡     | 演出                 | 作畫監督 | 總作畫監督 | 首播日期      |
| ---- | ------------------------------------------------- | ------------------ | -------- | -------- | -------------------- | --- | ---------- | ------------- |
| 1    |                                                   | 歡迎來到社畜世界   | 赤尾凸   | 岩畑剛一 | 湊未來               | 古谷梨繪、壽夢龍、堀光明 | 澤入祐樹   | 2021年 7月9日 |
| 2    |                                                   | 无意義蟻的戰鬥     | 赤尾凸   | 齋藤瑞華 | 湊未來               | 仲敷沙織、龜田朋幸、久松沙紀、船越麻友美、古谷梨繪 | 澤入祐樹   | 7月16日       |
| 3    |                                                   | 我司的快樂員工培訓 | 靜原舞香 | 伊部勇志 | 伊部勇志             | 仲敷沙織、龜田朋幸、安藤香春、船越麻友美、壽夢龍 | 澤入祐樹   | 7月23日       |
| 4    | 藤尾いなほ\|瘋狂加班                              |                    | 米田紘   | 米田紘   | 伊部勇志             | 安藤香春、古谷梨絵、船越麻友美、原口渉、松田萌、山本恭平、直木祥子、澤入祐樹                                                                                      | 澤入祐樹   | 7月30日       |
| 5    | Transfer                                          | 穿越               | 赤尾凸   | 金澤洪充 | 西本光咲             | 安藤香春、亀田朋幸、西本光咲 | 澤入祐樹   | 8月6日        |
| 6    | There is strong shadow where there is much light. | 陽光愈烈陰影愈濃   | 赤尾凸   | 渡邊慎一 | 平田政宗             | 入祐樹、竹澤清隆、古谷梨絵、山本恭平、小川瑞惠、直木祥子、 大平智也、明光、黄凤、杨国福、于慧海、杭新华、陈峰、陈洁琼                                             | 澤入祐樹   | 8月13日       |
| 7    | Return to Work                                    | 回到工作           | 赤尾凸   | 岩畑剛一 | 中津川孝廣、今泉竜太 | 澤入祐樹、古谷梨絵、安藤香春、小川瑞惠、中津川孝廣、今泉竜太、川本和隆、柴﨑聖香、高梨友美、谷口繁則                                                              | 澤入祐樹   | 8月20日       |
| 8    |                                                   | 瘋狂兵器           | 靜原舞香 | 伊部勇志 | 伊部勇志             | 安藤香春、直木祥子、中津川孝廣、船越麻友美、寿夢龍、山本恭平、王敏、周健、趙小川、姜智慧                                                                          | 澤入祐樹   | 8月27日       |
| 9    |                                                   | 寂靜堡壘           | 赤尾凸   | 松尾慎   | 伊部勇志、大内大和   | 船越麻友美、古谷梨絵、鎌倉宏也、中津川孝廣、王敏、周健、趙小川、姜智慧、劉冬冬、李偉峰、studio gram                                                               | 澤入祐樹   | 9月3日        |
| 10   |                                                   | 新迷宮樂園         | 靜原舞香 | 芝久保   | 大内大和、湊未來     | 澤入祐樹、古谷梨絵、大槻南雄、日向寺郁晶、直木祥子、青木慎平、渡辺一平太、中川実、 川本和隆、今泉竜太、tofu、清水椋大、王敏、周健、趙小川、姜智慧、劉冬冬、李偉峰 | 澤入祐樹   | 9月10日       |
| 11   |                                                   | 破壞與變革         | 赤尾凸   | 芝久保   | 西本光咲             | 髙橋瑞紀、船越麻友美、中津川孝廣、小川瑞惠、安藤香春、山本恭平、西本光咲                                                                                          | 澤入祐樹   | 9月17日       |
| 12   |                                                   | 你好，再見         | 赤尾凸   | 湊未來   | 湊未來               | 平田和也、直木祥子、船越麻友美、古谷梨絵、鎌倉宏也、前原薫、 本田創一、日向寺郁晶、松井京介、中津川孝廣、髙橋瑞紀、瀬尾康博、趙青雲                               | 澤入祐樹   | 9月24日       |

### 藍光、DVD
| 卷數 | 發售日期       | 收錄話數      | 規格編號  | 規格編號   |
| 卷數 | 發售日期       | 收錄話數      | BD        | DVD        |
| ---- | -------------- | ------------- | --------- | ---------- |
| 1    | 2021年9月29日  | 第1話－第4話  | KAXA-8211 | KABA-11091 |
| 2    | 2021年10月27日 | 第5話－第8話  | KAXA-8212 | KABA-11092 |
| 3    | 2021年11月26日 | 第9話－第12話 | KAXA-8213 | KABA-11093 |

## 外部連結
- 漫畫連載網站（日語）
- 電視動畫官方網站（日語）
- 暗黑企業的迷宮的X（前Twitter）